# Terytorium Stikine
Terytorium Stikine (ang. Stickeen Territories, Stickeen Territory, Stikine Territory, Stikeen Territory, wym. [stɪˈkiːn]) – brytyjskie terytorium w Ameryce Północnej, istniejące od 19 lipca 1862 do lipca 1863.

## Historia
Początkowo region był częścią Terytoriów Północno-Zachodnich i był zarządzany przez Kompanię Zatoki Hudsona. W 1861 roku, po wiadomości że na rzece Stikine znaleziono złoto, natychmiast wybuchła gorączka po którym na region napłynęła fala poszukiwaczy. Aby uregulować ich działalność i otrzymywać od nich opłaty, rząd brytyjski wydzielił to miejsce spod jurysdykcji Kompanii Zatoki Hudsona i zreorganizował je w terytorium. Administratorem terytorium został James Douglas.
Granice terytorium zostały określone w następujący sposób: na północy - od 62 równoleżnika, na wschodzie - na 125 południku, na południu - rzeki Nass i Finlay, na zachodzie - granica z Rosją (Rosyjska Ameryka).
Rok po utworzeniu, terytorium zostało włączone do Kolumbii Brytyjskiej, tylko pas na północ od 60. równoleżnika został zwrócony Terytoriom Północno-Zachodnim (w 1895 roku w czasie gorączki złota w Klondike pas  został rozdystrybuowany do nowo utworzonego dystryktu Jukonu).